# Challenger de Barcelona 2021
El torneo Sánchez-Casal Cup 2021 fue un torneo de tenis perteneciente al ATP Challenger Tour 2021 en la categoría Challenger 80. Se trató de la 4ª edición; el torneo tuvo lugar en la ciudad de Barcelona (España), desde el 04 hasta el 10 de octubre de 2021 sobre pista de tierra batida.

## Jugadores participantes del cuadro de individuales
| Favorito | País                            | Jugador                 | Rank1 | Posición en el torneo |
| -------- | ------------------------------- | ----------------------- | ----- | --------------------- |
| 1        | Bandera de Francia              | Hugo Gaston             | 116   | FINAL                 |
| 2        | Bandera de Eslovaquia           | Alex Molčan             | 119   | Semifinales           |
| 3        | Bandera de España               | Bernabé Zapata Miralles | 120   | Primera ronda, retiro |
| 4        | Bandera de Bosnia y Herzegovina | Damir Džumhur           | 136   | Segunda ronda         |
| 5        | Bandera de Serbia               | Nikola Milojević        | 141   | Segunda ronda         |
| 6        | Bandera de Australia            | Marc Polmans            | 158   | Primera ronda         |
| 7        | Bandera de Alemania             | Cedrik-Marcel Stebe     | 160   | Baja                  |
| 8        | Bandera de República Checa      | Jiří Lehečka            | 177   | Primera ronda         |

- 1 Se ha tomado en cuenta el ranking del 27 de septiembre de 2021.

### Otros participantes
Los siguientes jugadores recibieron una invitación (wild card), por lo tanto ingresan directamente al cuadro principal (WC):
- Pablo Llamas Ruiz
- Alejandro Moro Cañas
- Nikolás Sánchez Izquierdo

Los siguientes jugadores ingresan al cuadro principal tras disputar el cuadro clasificatorio (Q):
- Nicolás Álvarez Varona
- Georgii Kravchenko
- Matteo Martineau
- Yshai Oliel

## Campeones

### Individual Masculino
- Dimitar Kuzmanov derrotó en la final a  Hugo Gaston, 6–3, 6–0

### Dobles Masculino
- Harri Heliövaara /  Roman Jebavý derrotaron en la final a  Nuno Borges /  Francisco Cabral, 6–4, 6–3